# ベネデッタ
『ベネデッタ』（Benedetta）は、2021年のフランス・ベルギー・オランダの伝記サイコロジカル・ドラマ映画。17世紀の修道女ベネデッタ・カルリーニの半生を描いた作品で、ジュディス・C・ブラウンのノンフィクション『ルネサンス修道女物語:聖と性のミクロストリア』を原作としている。ポール・バーホーベンが監督・脚本を務め、ヴィルジニー・エフィラ、シャーロット・ランプリング、ダフネ・パタキアが出演している。

## ストーリー
17世紀のペーシャ。ベネデッタ・カルリーニは修道女になるため、両親に連れられてフェリシタ修道院長のいるテアティン修道院に向かうが、途中で傭兵たちに襲われて金品を奪われそうになる。しかし、ベネデッタが母のネックレスを返すように訴えて祈りを捧げたところ、傭兵隊長の顔に鳥が糞を落とし、彼は物怖じしないベネデッタに感心してネックレスを返し、その場を立ち去る。修道院に入ったベネデッタは、その夜に部屋を抜け出して廊下にあるマリア像に祈りを捧げるが、マリア像の土台が崩れてベネデッタに倒れてくる。下敷きになったベネデッタはマリア像に思わずキスし、騒ぎを聞きつけた修道女たちが集まってくるが、無傷のベネデッタを見て「奇跡だ」と驚く中、フェリシタだけは「奇跡はそう簡単には起こらない」と言い放つ。
18年後、修道院の芝居で聖母マリアを演じたベネデッタは、イエス・キリストが自分に呼びかける姿を幻視する。その後、父親から虐待を受けている少女バルトロメアが修道院に助けを求めてくるが、持参金が払えないことを理由に追い返されそうになるものの、ベネデッタの懇願で彼女の父ジュリアーノ・カルリーニがバルトロメアの持参金を払うことになり、バルトロメアは修道院に入ることを許される。ベネデッタはバルトロメアの監督者を任され、修道院の内部を案内するが、その夜にバルトロメアからキスされる。その後もベネデッタはイエスを頻繁に幻視するようになり、やがて熱病を患うようになり、バルトロメアが彼女の看病を任される。ある日の夜、ベネデッタの叫び声を聞いた修道女たちが駆け付けると、ベネデッタの手の甲と足から血が流れている姿を見かけ、「聖痕が現れた」と騒ぎ出す。しかし、フェリシタは額から血が流れていないことや、ベネデッタが祈りの最中ではなく就寝中だったことから「聖痕」に懐疑的な立場を取り、怪我の治療をするように指示する。その後、ベネデッタはマリア像の前で額から血を流した状態で見つかり、男の声を発しながら聖痕を信じない修道女たちを非難する。修道女たちが聖痕を信じ始める中、フェリシタの娘クリスティナはベネデッタの側に陶器の欠片が落ちているのを発見し、ベネデッタの聖痕が自傷行為によるものと疑う。
やがて、ベネデッタの聖痕の話は町の人々にも広まり、民衆は彼女を「聖女」として崇めるようになる。フェリシタはベネデッタの聖痕に懐疑的な立場を取っていたが、アルフォンソ主席司祭は巡礼者が増えることによる寄付の増加と、それに伴う教会内での地位向上を望み、フェリシタに代わりベネデッタを新たな修道院長に任命する。ベネデッタはフェリシタが使用していた居室に移り住み、そこでバルトロメアとの性的関係を結ぶ。一方、クリスティナはアルフォンソに告解し、ベネデッタの聖痕は自傷行為によるものであり、彼女が傷を付ける姿を目撃したと訴える。それを聞いたアルフォンソは、公開の場でクリスティナにベネデッタを訴えさせるが、クリスティナが実際には傷を付ける姿を目撃していないことをフェリシタが証言したため、クリスティナが嘘をついていることが露見する。ベネデッタはクリスティナに対して、罰として自らの身体を鞭で打ち、偽りを語る悪魔を体内から追い出すように命令する。その夜、バルトロメアはベネデッタが修道院に入る時に持ち込んでいた木製のマリア像をディルドに改造し、ベネデッタとの性行為の際に使用するが、その現場をフェリシタに目撃されてしまう。
数日後、辱めを受けて母からも見捨てられたと感じたクリスティナは修道院の屋根から飛び降りて命を落とす。嘆き悲しむフェリシタの前で、ベネデッタは聖女としてクリスティナの魂を救済しようと手を差し出すが、フェリシタに拒否される。娘を死に追いやったベネデッタに激怒したフェリシタはフィレンツェに向かい、ジリオーリ教皇大使に彼女の同性愛行為を訴える。フェリシタの動きを察知したベネデッタは、「ペストから町を守るため」と称して城門を閉じて街を封鎖するが、彼女は原因不明の死を迎える。同じころ、ジリオーリとフェリシタが街に戻ってくるが、そこでベネデッタの死を告げられる。ベネデッタの葬儀が執り行われるが、彼女は人々の前で生き返り、「ペストから人々を救え」というイエスの言葉に従い復活したと告げる。しかし、ベネデッタの「奇跡」に疑いの目を向けるジリオーリは彼女の審問を開始する。審問を受けたベネデッタはバルトロメアとの関係を否定するが、ジリジーノの部下に拷問されたバルトロメアが関係を自白し、ジリオーリに証拠のディルドを渡してしまう。ジリオーリはベネデッタを逮捕し、彼女を火刑に処すことを宣言するが、ベネデッタはジリオーリたちを非難して「やがて疫病で死ぬことになるだろう」と告げる。火刑の準備が進む中、バルトロメアは修道院を追放され、フェリシタとジリオーリがペストに感染したことが判明する。ジリオーリは感染の事実を隠すようにフェリシタに告げ、火刑の準備を急がせる。
町の広場でベネデッタの火刑が執り行われることになり、民衆はベネデッタの火刑に抗議の声を挙げ、バルトロメアはベネデッタに裏切ったことを詫びようとする。ベネデッタは民衆を前にして新たな聖痕を見せて街を救えなかったことを神に詫び、「教皇大使が街に疫病をもたらした」と告げる。そこにフェリシタが現れ、自分がペストに感染していること、その原因がジリオーリだったことを公表し、それを聞いたジリオーリは火刑を強行するが、それに激怒した民衆が暴動を起こす。暴徒に紛れてバルトロメアはベネデッタを助け出すが、そこで彼女はベネデッタの足下に陶器の欠片が落ちているのを見つける。混乱の中でジリオーリは民衆から殺され、フェリシタはベネデッタを処刑するはずだった火刑台に身を投じて焼死する。町を逃げ出して廃屋で一夜を過ごしたベネデッタは、バルトロメアに対して修道院に戻ることを告げる。バルトロメアは彼女を引き止め、聖痕を捏造したことを認めさせようとするが、ベネデッタはそれを拒否して町に向かって歩き出す。
その後、ベネデッタの聖痕や「イエスを幻視した」という証言は教会から否定され、彼女は70歳で死を迎えるまでの間、修道院に隔離されたこと、ペーシャは多くの死者を出したペストの厄災から免れたことが語られ、物語は終わる。

## キャスト
- ベネデッタ・カルリーニ（フランス語版） - ヴィルジニー・エフィラ（フランス語版）
- フェリシタ修道院長 - シャーロット・ランプリング
- バルトロメア・クリヴェッリ - ダフネ・パタキア（フランス語版）
- ジリオーリ教皇大使 - ランベール・ウィルソン
- アルフォンソ主席司祭 - オリヴィエ・ラブルダン
- 傭兵隊長 - ニコラス・ガスパール
- パオロ・リコルダティ - エルヴェ・ピエール（フランス語版）
- 修道女ジャコパ - ギレーヌ・ロンデス（フランス語版）
- ジュリアーノ・カルリーニ - デヴィッド・クラヴェル
- ミディア・カルリーニ - クロティルド・クロー
- 修道女ロザンナ - ローリアンヌ・リケ
- 修道女クリスティナ - ルイーズ・シュヴィヨット（フランス語版）

## 製作

### 企画

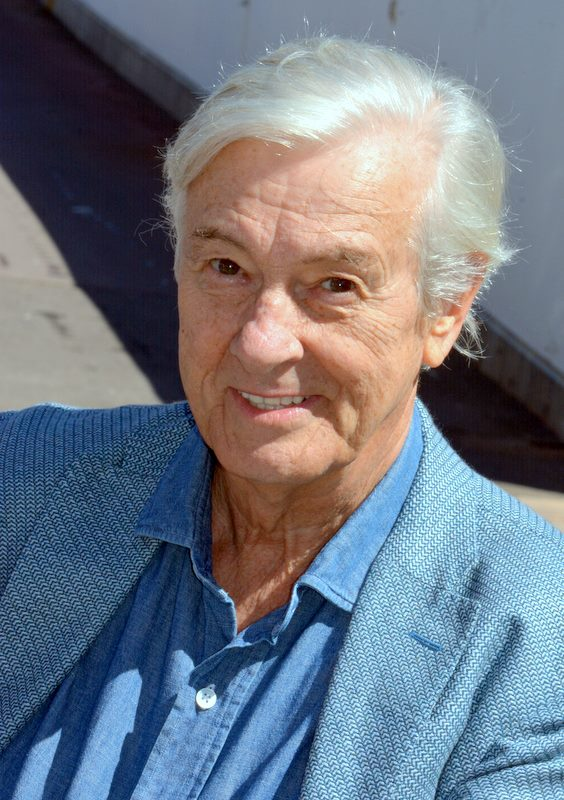
ポール・バーホーベン

ポール・バーホーベンは『エル ELLE』が興行的・批評的に大きな成功を収めた後、次回作として自身の著作『Jesus of Nazareth』を原作としたイエス・キリストを題材にした作品、第二次世界大戦のフランス・レジスタンスを題材にした作品、ジャン＝クロード・カリエールが脚本を手掛けた中世の修道院を題材とした作品など複数の企画を検討していた。2017年4月25日にプロデューサーのサイード・ベン・サイードは、バーホーベンの次回作として3本目の企画が選ばれたことを明かし、タイトルが『Blessed Virgin』であることが発表された。脚本家にはバーホーベン監督作に参加経験があるジェラルド・ソエトマンが起用され、原案にはジュディス・C・ブラウンのノンフィクション『ルネサンス修道女物語:聖と性のミクロストリア』が選ばれたが、彼は「物語がセクシュアリティに軸を置き過ぎている」ことを理由に企画から距離を置き、自身の名前をクレジットから削除させた。
主人公のベネデッタ・カルリーニ役には、『エル ELLE』で敬虔なカトリック教徒役を演じたヴィルジニー・エフィラが起用され、2018年3月25日にはデヴィッド・バークがバーホーベンと共同で脚本を手掛けたことが発表された。原作者のブラウンは脚本について「ポール・バーホーベンとデヴィッド・バークは、疫病と信仰の時代における宗教・セクシュアリティ・人間の野心を探求するという創造的で魅惑的な脚本を書き上げた」とコメントしており、バーホーベンは脚本の背景について「『Blessed Virgin』には神聖な感覚が吹き込まれていなければなりません。私は幼少のころから神聖なもの、特に音楽や絵画に強い興味がありました」と語っている。
2018年4月3日にランベール・ウィルソンは自身が映画に出演することを明かし、5月1日にはシャーロット・ランプリングが重要な役で出演交渉中であることが報じられた。同月4日に映画の正式タイトルが『Benedetta』に決定したことが発表された。このほか、バーホーベンはイザベル・ユペールの出演を希望していたが、同月31日にサイードは彼女が映画に出演しないことを明かした。

### 撮影
2018年7月19日からモンテプルチャーノで主要撮影が始まり、イタリア各地（ヴァル・ドルチャ、ベヴァーニャ）のほかにフランス各地（シルヴァカンヌ修道院、ル・トロネ修道院）でも撮影が行われた。撮影の際には映画関係者以外の撮影現場への立ち入りが禁止されるなど、徹底的な秘匿体制が敷かれていた。サイード・ベン・サイードは取材に対して、映画の内容が「論争を呼ぶ恐れがある」と発言しており、特に原理主義的なカトリック教会からの反発を警戒していた。
バーホーベンは原作の内容に忠実に脚本を執筆しているが、終盤については「革命によって教皇大使に民衆が反逆し、ベネデッタを救い出す」という展開にするため、ベネデッタを火刑に処するオリジナル展開に変更されている。また、当時のカトリック教会では同性愛者の修道女が火刑に処される基準として「器具を使用して性行為をした場合」というものがあったため、ベネデッタとバルトロメアが性行為をする際に器具を使用するシーンが追加された。

## 公開

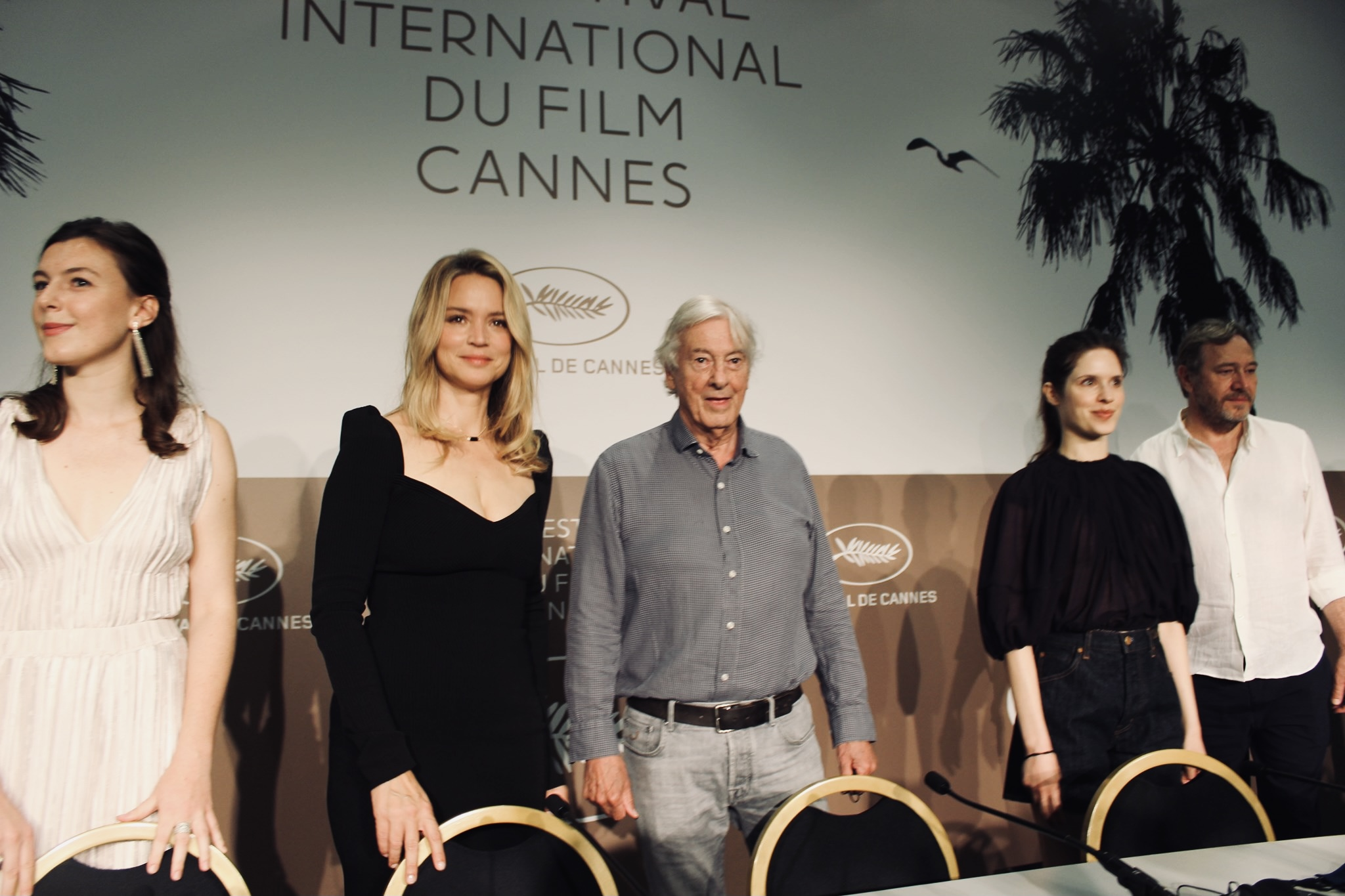
第74回カンヌ国際映画祭でプロモーション活動中のポール・バーホーベン、ヴィルジニー・エフィラ、ルイーズ・シュヴィヨット

2018年2月16日にパテが『ベネデッタ』のフランス及び海外市場での配給を担当することが発表され、8月29日にファーストルックが公開された。当初は第72回カンヌ国際映画祭でのプレミア上映が予定されていたが、2019年1月14日にパテが声明を発表し、バーホーベンが股関節の手術を受けることに伴いポストプロダクションに遅れが生じることを理由に公開日を2020年に延期することを明かした。その後、COVID-19パンデミックの影響で2020年のカンヌ国際映画祭が中止されたためプレミア上映も中止となり、公開日が2021年に再延期された。
2021年5月5日にファースト・トレーラーと劇場用最終ポスターが公開され、同月にムビとIFCフィルムズがイギリス・アイルランド・アメリカ合衆国の配給を担当することが発表された。7月9日に第74回カンヌ国際映画祭のコンペティション部門でワールドプレミアが行われ、同時にフランスで劇場公開が開始した。この他にブリュッセル国際映画祭、釜山国際映画祭、ハイファ国際映画祭、香港国際映画祭、カルロヴィ・ヴァリ国際映画祭、ロンドン映画祭、ニューヨーク映画祭、サン・セバスティアン国際映画祭でも上映された。オランダでは10月14日に公開され、アメリカでは12月3日から劇場公開及びビデオ・オン・デマンドが開始した。
第59回ニューヨーク映画祭で『ベネデッタ』が上映された際、カトリック団体のアメリカ伝統・家族・財産擁護協会が修道院内でベネデッタとバルトロメアが同性愛行為に及ぶシーンを問題視して抗議デモを行った。その後、『ベネデッタ』がアメリカで劇場公開されると同協会を始めとする複数のカトリック団体がアメリカ各地で抗議デモを行った。また、シンガポールでは情報通信メディア開発庁が「イエス・キリストと教会員の信仰に対する無神経で攻撃的な描写」を理由に上映を禁止しており、ロシアでも宗教団体「正統派40年代運動」の抗議を受けた文化省が上映禁止措置を出している。

## 評価

### 興行収入
『ベネデッタ』の興行収入は北米35万4481ドル、その他の地域で390万ドルを記録し、合計興行収入は430万ドルとなっている。フランスでは公開週末に361劇場で56万2420ドルの興行収入を記録し、北米では201劇場で13万6839ドルの興行収入を記録している。

### 批評
アロシネでは36件の批評に基づき3.5/5の評価を与えている。Rotten Tomatoesでは197件の批評が寄せられ支持率84%、平均評価7.2/10となっており、批評家の一致した見解は「様々なジャンルとトーンの間を綱渡りしながら、『ベネデッタ』は性の自由と信仰の関係について、鋭い疑問を投げかけている」となっている。Metacriticでは38件の批評に基づき、73/100の評価を与えている。
カンヌ国際映画祭総代表ティエリー・フレモーは、「ポール・バーホーベンはエロティックで茶目っ気があり、さらに政治的でもある中世の映像を壮大なプロダクションで描き出している」と称賛している。

### 受賞・ノミネート
| 映画賞                                     | 授賞式         | 部門              | 対象                   | 結果       | 出典   |
| ------------------------------------------ | -------------- | ----------------- | ---------------------- | ---------- | ------ |
| 第74回カンヌ国際映画祭                     | 2021年7月21日  | パルム・ドール    | ポール・バーホーベン   | ノミネート | [ 54 ] |
| 第74回カンヌ国際映画祭                     | 2021年7月21日  | クィア・パルム    | ポール・バーホーベン   | ノミネート | [ 54 ] |
| 女性映画批評家協会賞                       | 2021年12月14日 | 主演女優賞        | ヴィルジニー・エフィラ | ノミネート | [ 55 ] |
| 女性映画批評家協会賞                       | 2021年12月14日 | 外国語映画賞      | 『ベネデッタ』         | ノミネート | [ 55 ] |
| ラスベガス映画批評家協会賞                 | 2022年1月1日   | 外国語映画賞      | 『ベネデッタ』         | ノミネート | [ 56 ] |
| ハワイ映画批評家協会賞                     | 2022年1月13日  | 外国語映画賞      | 『ベネデッタ』         | ノミネート | [ 57 ] |
| 第27回リュミエール賞                       | 2022年1月17日  | 主演女優賞        | ヴィルジニー・エフィラ | ノミネート | [ 58 ] |
| 第27回リュミエール賞                       | 2022年1月17日  | 有望女優賞        | ダフネ・パタキア       | ノミネート | [ 58 ] |
| 第11回マグリット賞                         | 2022年2月12日  | 有望女優賞        | ダフネ・パタキア       | ノミネート | [ 59 ] |
| 第47回セザール賞                           | 2022年2月25日  | 主演女優賞        | ヴィルジニー・エフィラ | ノミネート | [ 60 ] |
| 第93回ナショナル・ボード・オブ・レビュー賞 | 2022年3月15日  | 外国語映画トップ5 | 『ベネデッタ』         | 受賞       | [ 61 ] |